# 鄧巴 (威斯康辛州)
鄧巴（Dunbar）是位於美國威斯康辛州馬里內特縣的一個鎮，同名的普查规定居民点位於鎮內。該鎮創始於當地伐木業開始發展的1888年，其名來自當地一個名叫鄧巴的廚師。 北國國際大學位於此地。